# L'Amour d'une mère (telenovela, 2019)
Pour les articles homonymes, voir L'Amour d'une mère (homonymie).
L'Amour d'une mère (Amor de Mãe) est une telenovela brésilienne produite et diffusée entre le 25 novembre 2019 et le 9 avril 2021 sur Rede Globo.
En France, le feuilleton a été remonté en 115 épisodes de 45 minutes et diffusé entre le 29 décembre 2023 et le 6 juin 2024 sur Novelas TV, et disponible en intégralité sur 6play entre le 22 décembre 2023 et le 21 décembre 2024.
Actuellement difusée sur Antenne Réunion, depuis Juillet 2024 ( 2 épisodes les dimanches) .

## Synopsis
Lurdes, Vitória et Thelma sont trois femmes de différentes classes sociales. Lurdes est blanchisseuse et mère de quatre enfants. Son petit dernier Domênico a été vendu à l'âge de 2 ans par son ex-mari à la trafiquante d'enfants Kátia. Sachant que Domênico a été envoyé à Rio de Janeiro, Lurdes décide de partir à sa recherche avec le reste de ses enfants. Lors de son périple, elle rencontre Camila , une orpheline qu'elle décide d’adopter. Vitória est une avocate de 45 ans qui ne parvient pas à tomber enceinte et décide d'adopter un enfant. Alors qu’elle rencontre Davi, un homme d’un soir, elle tombe enceinte. Thelma est veuve depuis plus de 20 ans et surprotège son fils Danilo. La vie de Thelma change lorsqu'elle découvre qu'elle est atteinte d'un anévrisme cérébral incurable. Elle décide de faire une liste des choses qu'elle veut faire avant de mourir. Tous les souhaits de sa liste concernent Danilo, qui ne sait pas qu’elle est malade et qui veut s'éloigner d’elle parce qu'il se sent étouffé. Tout au long de l'histoire, les trois femmes se découvrent un lien qui unira leurs vies pour toujours.

## Distribution

### Rôles principaux
| Acteur/Actrice            | Personnage                                     |
| ------------------------- | ---------------------------------------------- |
| Regina Casé               | Lurdes dos Santos Silva                        |
| Adriana Esteves           | Thelma Lopes Nunes                             |
| Taís Araújo               | Vitória Amorim                                 |
| Irandhir Santos           | Álvaro da Nóbrega                              |
| Murilo Benício            | Raul Camargo                                   |
| Vladimir Brichta          | Davi Moretti                                   |
| Isis Valverde             | Betina Torres da Nóbrega                       |
| Humberto Carrão           | Sandro Amorim Camargo                          |
| Chay Suede                | Danilo Lopes Nunes / Domênico dos Santos Silva |
| Jéssica Ellen             | Camila dos Santos                              |
| Juliano Cazarré           | Magno dos Santos Silva                         |
| Nanda Costa               | Érica dos Santos Silva                         |
| Thiago Martins            | Ryan dos Santos Silva                          |
| Malu Galli                | Maria Lídia Camargo                            |
| Erika Januza              | Marina Castro                                  |
| Camila Márdila            | Amanda Crespo                                  |
| Clarissa Pinheiro         | Maria da Penha Moreira (Penha)                 |
| Arieta Corrêa             | Leila Barros                                   |
| Letícia Lima              | Estela Teixeira                                |
| Tuca Andrada              | Belizário Lacerda                              |
| Enrique Díaz              | Durval Barbosa                                 |
| Isabel Teixeira           | Jane D'Ávila                                   |
| Douglas Silva             | Marconi Eduardo Gonçalves                      |
| Maria                     | Verena Ovisco                                  |
| Ana Flavia Cavalcanti     | Inspetora Miriam Amaral                        |
| Débora Lamm               | Miranda Amorim Junqueira                       |
| Milhem Cortaz             | Dr. Matias Junqueira                           |
| Clarissa Kiste            | Natália Amorim                                 |
| Magali Biff               | Nicete Torres                                  |
| Nanego Lira               | José de Oliveira (Oliveira)                    |
| Alejandro Claveaux        | Tales Paiva                                    |
| Giulio Lopes              | Miguel Moretti                                 |
| Duda Batsow               | Carolina Amorim Barbosa (Carol)                |
| WJ                        | Edvaldo Lopes (Garnizé)                        |
| MC Cabelinho              | Diogo Barreto (Farula/MC Farula)               |
| Aldene Abreu              | Dayse das Chagas                               |
| Xamã                      | Phanton                                        |
| Alex Patrício             | Yuri Porto                                     |
| Dora Freind               | Loyane Barreto                                 |
| Dida Camero               | Eunice Matos Brandão                           |
| Rodolfo Vaz               | Nuno de Sá                                     |
| Nando Brandão             | Lucas Weber                                    |
| Tobias Carrieres          | Nivaldo Machado                                |
| Cacá Ottoni               | Joana de Sá                                    |
| Beatrice Sayd             | Edilene Reis                                   |
| Clara Galinari            | Brenda Barros dos Santos                       |
| Pedro Guilherme Rodrigues | Tiago Amorim                                   |
| Gabriel Palhares          | Nicolas Amorim Junqueira                       |
| Gianlucca Mauad           | Tomás Amorim Junqueira                         |

### Participations spéciales
| Acteur/Actrice          | Personnage                                |
| ----------------------- | ----------------------------------------- |
| Vera Holtz              | Kátia Matos Brandão                       |
| Lucy Alves              | Lurdes dos Santos Silva (jovem)           |
| Daniel Ribeiro          | Jandir Silva                              |
| Antônio Benício         | Vinícius Camargo                          |
| Luiz Carlos Vasconcelos | Januário Silva                            |
| Ilya São Paulo          | Juarez Silva                              |
| Júlio Andrade           | Sinésio Lopes                             |
| Eliane Giardini         | Vera Amorim                               |
| Lázaro Ramos            | Narrador                                  |
| Rodrigo García          | Vicente Novaes                            |
| Allana Lopes            | Vick                                      |
| Fabrício Boliveira      | Paulo Soares                              |
| Filipe Duarte           | Gabriel Garcez (Gabo)                     |
| Mariana Nunes           | Rita Pereira Moura                        |
| Olívia Araújo           | Zenaide do Nascimento                     |
| Raphael Logam           | Felipe                                    |
| Paulo Gabriel           | Genilson Torres                           |
| Dan Ferreira            | Wesley Madureira                          |
| Guilherme Hamacek       | Benjamim Ferraz Moretti                   |
| Andrea Dantas           | Fátima Bernardino                         |
| Aline Riscado           | Verão                                     |
| Luísa Sonza             | Mel                                       |
| Anitta                  | Sabrina                                   |
| Mouhamed Harfouch       | Daniel Vilanova Hidalgo                   |
| Léo Rosa                | César                                     |
| Letícia Pedro           | Ive Gonzales                              |
| Cláudio Gabriel         | Detetive Clóvis Benemério                 |
| Roberta Gualda          | Silvânia                                  |
| Marcelo Escorel         | Dr. Quintela                              |
| Gabriel Kaufmann        | Fabiano                                   |
| Letícia Isnard          | Tracy                                     |
| Fábio Lago              | Carlinhos Novaes                          |
| Joelson Medeiros        | Silas                                     |
| Roberto Frota           | Seu Onofre                                |
| Cinira Camargo          | Tânia Matos Brandão                       |
| Zezita de Matos         | Maria dos Santos                          |
| Lana Guelero            | Celeste                                   |
| Ângela Rabelo           | Mariluz Novaes                            |
| Dhonata Augusto         | Vapor                                     |
| Paulo Verlings          | Fantón                                    |
| Guilherme Duarte        | Mário Sérgio                              |
| Kacau Gomes             | Lucimara                                  |
| Charles Fricks          | Dr. Ronaldo                               |
| Thelmo Fernandes        | Capitão Bruno                             |
| Inez Viana              | Sílvia                                    |
| Ravel Andrade           | Elias / Domênico dos Santos Silva (falso) |
| Bruce Gomlevsky         | Delegado Ramos                            |
| Samuel Melo             | Pacheco                                   |
| Mariah da Penha         | Dona Clemildes                            |
| Jaime Leibovitch        | Edson                                     |
| Arnaldo Marques         | Dr. Gilberto                              |
| Natasha Jascalevich     | Ludmilla                                  |
| Raquel Fabbri           | Lucélia                                   |
| Saulo Segreto           | Capitão Jorge                             |
| Wilson Rabelo           | Eudésio                                   |
| Quitéria Kelly          | Drª. Melânia                              |
| Maureen Miranda         | Sheila                                    |
| Cadú Fávero             | Robson                                    |
| Zemanuel Piñero         | Agenor Crespo                             |
| Marcos Dioli            | Nelson Nunes                              |
| Démick Lopes            | Guará                                     |
| Isis Pessino            | Cássia                                    |
| Séfora Rangel           | Alaíde                                    |
| Susanna Kruger          | Osana Barreto                             |
| Gustavo Novaes          | Treinador Samuel                          |
| Jack Berraquero         | Jader                                     |
| Alexandre David         | Dalto                                     |
| Ruan Aguiar             | Adriel                                    |
| Jeniffer Dias           | Salete                                    |
| Gabriel Reif            | Jhonatan                                  |
| Márcio Machado          | Dr. Xavier                                |
| Tiago Homci             | Bombeiro Duarte                           |
| Aisha Moura             | Aluna de Camila                           |
| Fabiana Schunk          | Dançarina de tango                        |
| Gabriella Vergani       | Thelma (jovem)                            |
| Izabela Prado           | Vitória (jovem)                           |
| Stella Rabello          | Kátia (jovem)                             |
| Daniel Carvalho         | Sinésio (jovem)                           |
| Catarina de Carvalho    | Miranda (jovem)                           |
| Fernanda Lasevitch      | Jane (jovem)                              |
| Priscilla Vilela        | Celeste (jovem)                           |
| Eros Lázari             | Domênico (criança)                        |
| João Guilherme Fonseca  | Magno (criança)                           |
| Pietro Buannafina       | Ryan (criança)                            |
| Guilherme Cabral        | Benjamin (criança)                        |
| Luciano Huck            | Ele mesmo                                 |
| Cissa Guimarães         | Ela mesma                                 |
| Zeca Camargo            | Ele mesmo                                 |

## Version française
La version française est assurée par le Studio Plug-in au Maroc et par le Studio Côte Ouest en Côte d'Ivoire. 
Avec les voix de Andréa Zama, Cecilia Laredo, Colette Etche, Eric Louya, Linda Balliet, Emmanuel Gboko, Christian Niambé, Lauriane Flory, Stephanie Chantillon, Sandra Luce, Mike Danon, Ray Reboule, Marcel Keke, Rebecca Boah, Claudia Boua, Olivier Jean Rouget, Ingrid Grah, Isabelle Goullet, Jean Marc Djadji, Landry Gnamba, Mouna Oulaï, Mounya Dago, Pamela Sagoé, Roger Adoh, Stephane Coulibaly, Yohanne Thalmas, Antoine Pinault, Mounia Bennis, Anna Fhima, Adrien Caminada, Fanny Dalmau, Nicolas Reydet, Jean-Albert Margaine, Serge Barreau, Hamza Touijri, Michael Paolinetti, Martin Girard, Abdellah Zelloufi et Paul Nguyen. 